# نادي شباب الزوايدة
نادي شباب الزوايدة الرياضي هو نادي رياضي فلسطيني من قطاع غزة من محافظة الوسطى من مدينة دير البلح من بلدة الزوايدة.

## إنجازات
- دوري قطاع غزة الدرجة الثانية
  - 2019–20
- دوري قطاع غزة الدرجة الأولى
  - 2021–22